# Amerer Air
Amerer Air – austriackie linie lotnicze cargo z siedzibą w Linz. To największe austriackie linie cargo działające na trasach z Linz i niemieckiej Kolonii do Europy, Ameryki Północnej i na Bliski Wschód. Baza linii znajduje się na lotnisku w Linz. Linie posiadają licencję A-041 zezwalającą na loty na terenie Unii Europejskiej i Ameryki Północnej.

## Historia
Amerer Air zostały założone w 1995 roku, po czym rozpoczęły loty cargo maszyną Fokker F27 Mk500. W latach 1997–2006 posiadały w swej flocie dwa samoloty Lockheed L-188 Electra, za pomocą których wykonywały loty dla UPS i TNT. W roku 1999 linie wprowadziły dalekosiężny transport drogowy, jako uzupełnienie operacji lotniczych.
Założycielem linii i właścicielem 50% udziałów jest Heinz Peter Amerer (pilot, mechanik), drugie 50% jest w posiadaniu jego żony Susanne Amerer.
W 2008 roku przedstawiciele koncernu BAE Systems ogłosili, iż Amerer Air będą pierwszymi nabywcami samolotu BAe 146 QT (Quiet Trader). Maszyna wcześniej należała do linii Flybe (G-JEAJ), po czym jeszcze w tym samym roku, przerobiona na wersję towarową trafiła do Amerer Air.

## Flota
Stan floty linii Amerer Air (sierpień 2011):
- 1x BAe 146QT Freighter
- 1x Fokker F27 Mk500 (OE-ILW)

W przeszłości linie użytkowały samoloty:
- 2x Lockheed L-188 Electra (OE-ILA[5], OE-ILB[6])